# IT-supporten
IT-supporten (originaltitel: The IT Crowd) är en brittisk sitcom som hade premiär 2006 och som gick i fyra säsonger, med en planerad femte som istället mynnade ut i ett specialavsnitt (2013). Serien har fått ett gott mottagande världen över och vann 2009 en BAFTA för bästa sitcom. Samma år vann Katherine Parkinson en British Comedy Award som bästa skådespelerska i en komedi. Serien vann 2008 en International Emmy som bästa komedi.
I Sverige har säsong 1 och 2 sänts på TV4 Komedi.

## Handling
Roy och Moss är två socialt inkompetenta datornördar som sköter IT-supporten på Reynholm Industries. De lever ett lugnt liv nere i källaren på företaget där ingen stör dem. De flesta supportsamtal kan lösas med “Har du provat att slå av och slå på datorn igen?”. Allt förändras när tjejen Jen söker jobb på Reynholm vilket leder till att företagets galne chef Douglas anställer henne som chef över IT-supporten, trots att hon inte kan något alls om datorer.

## Roller
- Roy – Chris O'Dowd
- Moss – Richard Ayoade
- Jen – Katherine Parkinson
- Douglas – Matt Berry
- Richmond - Noel Fielding